# Hirtenberg, Niederösterreich
Hirtenberg  är en ort och kommun i Österrike. Den ligger i distriktet Baden i förbundslandet Niederösterreich, 30 km söder om huvudstaden Wien.